# Sudamericano Juvenil A de Rugby 2008
El Sudamericano Juvenil A de Rugby del 2008 fue el vigésimo tercer torneo juvenil y el primero de división "A", debido a que la Confederación Sudamericana decidió separarlos por niveles, dejando en esta categoría a los seleccionados más experientes.
El certamen originalmente iba a celebrarse en la ciudad de Concepción en Chile pero por motivos de presupuesto la federación chilena desistió llevarla a cabo, luego, existió la posibilidad de no realizarse hasta que finalmente la Unión Cordobesa toma la responsabilidad de organizarla y eligió a la capital provincial como sede. De esta forma Argentina, Chile, Paraguay y Uruguay jugaron un cuadrangular a una sola ronda.

## Equipos participantes
- Selección juvenil de rugby de Argentina (Pumas M19)
- Selección juvenil de rugby de Chile (Cóndores M19)
- Selección juvenil de rugby de Paraguay (Yacarés M19)
- Selección juvenil de rugby de Uruguay (Teros M19)

## Posiciones
| Pos. | Equipo    | Encuentros | Encuentros | Encuentros | Encuentros | Tantos  | Tantos    | Tantos     | Puntos |
| Pos. | Equipo    | jugados    | ganados    | empatados  | perdidos   | a favor | en contra | diferencia | Puntos |
| ---- | --------- | ---------- | ---------- | ---------- | ---------- | ------- | --------- | ---------- | ------ |
| 1    | Argentina | 3          | 3          | 0          | 0          | 160     | 18        | + 142      | 9      |
| 2    | Chile     | 3          | 2          | 0          | 1          | 90      | 58        | + 32       | 6      |
| 3    | Uruguay   | 3          | 1          | 0          | 2          | 60      | 33        | + 27       | 3      |
| 4    | Paraguay  | 3          | 0          | 0          | 3          | 19      | 220       | - 201      | 0      |

Nota: Se otorgan 3 puntos al equipo que gane un partido, 1 al que empate y 0 al que pierda

## Resultados

### Primera fecha
| 9 de noviembre 15:30 | Uruguay | 41 - 5  | Paraguay | Córdoba Athletic, Córdoba, Argentina |  |
|                      |         | Reporte |          |                                      |  |

| 9 de noviembre 17:00 | Argentina | 34 - 9  | Chile | Córdoba Athletic, Córdoba, Argentina |                                  |
|                      |           | Reporte |       | Árbitro(s): Martín Lugo Paraguay     | Árbitro(s): Martín Lugo Paraguay |

### Segunda fecha
| 12 de noviembre 15:30 | Chile | 13 - 10 | Uruguay | Jockey Club Córdoba, Córdoba, Argentina |  |
|                       |       | Reporte |         |                                         |  |

| 12 de noviembre 17:00 | Argentina | 111 - 0 | Paraguay | Jockey Club Córdoba, Córdoba, Argentina |  |
|                       |           | Reporte |          |                                         |  |

### Tercera fecha
| 15 de noviembre 15:30 | Chile | 68 - 14 | Paraguay | Jockey Club Córdoba, Córdoba, Argentina |                                     |
|                       |       | Reporte |          | Árbitro(s): Ariel Guillén Argentina     | Árbitro(s): Ariel Guillén Argentina |

| 15 de noviembre | Argentina | 15 - 9  | Uruguay | Jockey Club Córdoba, Córdoba, Argentina |  |
|                 |           | Reporte |         |                                         |  |

| Bandera de Argentina    |
| Campeón Argentina       |
| Vigésimo segundo título |

## Clasificación al Trofeo Mundial
El seleccionado de Chile clasificó al Trofeo Mundial de Rugby Juvenil de la edición de Kenia 2009 al vencer a Yacarés M19 en la tercera fecha por 68 - 14.